# Bullopora
Bullopora es un género de foraminífero bentónico de la subfamilia Webbinellinae, de la familia Polymorphinidae, de la superfamilia Polymorphinoidea, del suborden Lagenina y del orden Lagenida. Su especie-tipo es Bullopora rostrata. Su rango cronoestratigráfico abarca desde el Liásico (Jurásico inferior) hasta el Maastrichtiense (Cretácico superior).

## Discusión
Clasificaciones previas incluían Bullopora en la superfamilia Nodosarioidea.

## Clasificación
Bullopora incluye a las siguientes especies:
- Bullopora brachipartita †
- Bullopora collarata †
- Bullopora compacta †
- Bullopora globulata †
- Bullopora irregularis †
- Bullopora minima †
- Bullopora modesta †
- Bullopora negevensis †
- Bullopora parasitica †
- Bullopora ramosa †
- Bullopora redoakensis †
- Bullopora resupinata †
- Bullopora rostrata †
- Bullopora rugosa †
- Bullopora tuberculate †
- Bullopora waidelichi †
- Bullopora wapanuckaensis †

Otras especies consideradas en Bullopora son:
- Bullopora neotorica †, de posición genérica incierta
- Bullopora vitriveneti †, de posición genérica incierta